# Bartosz Klin
Bartosz Marcin Klin (18 marca 1976) – polski matematyk i informatyk, doktor habilitowany nauk matematycznych. Specjalizuje się w informatyce teoretycznej. Profesor nadzwyczajny Instytutu Informatyki Wydziału Matematyki, Informatyki i Mechaniki Uniwersytetu Warszawskiego, a następnie Associate Professor Uniwersytetu Oksfordzkiego.

## Życiorys
Studia ukończył na Uniwersytecie Warszawskim. Stopień doktorski uzyskał w 2004 na duńskim Uniwersytecie Aarhus na podstawie pracy pt. An Abstract Coalgebraic Approach to Process Equivalence for Well-Behaved Operational Semantics, przygotowanej pod kierunkiem prof. Petera Mossesa. Habilitował się na UW w 2012 na podstawie oceny dorobku naukowego i rozprawy pt. Bialgebry i logika modalna w strukturalnej semantyce operacyjnej.
Swoje prace publikował w takich czasopismach jak m.in. „Logical Methods in Computer Science”, „Information and Computation” „Mathematical Structures in Computer Science”, „Theoretical Computer Science” oraz „Journal of Logical and Algebraic Methods in Programming”. Przetłumaczył na język polski m.in. Metodykę wprowadzania oprogramowania na rynek Michaela E. Baysa (Wydawnictwa Naukowo-Techniczne 2001, ISBN 83-204-2631-6) oraz Praktyczne podejście do inżynierii oprogramowania Rogera S. Pressmana (Wydawnictwa Naukowo-Techniczne 2004, ISBN 83-204-2933-1)
Był finalistą i laureatem Olimpiady Informatycznej, a jego zespół dwukrotnie (1997 i 1998) wygrał Akademickie Mistrzostwa Polski w Programowaniu Zespołowym. Stypendysta Krajowego Funduszu na rzecz Dzieci.